# Aktion (Zeitschrift)
Aktion war, so der Untertitel, ein anarchistisches Magazin, erschienen von 1981 bis 1988 mit insgesamt 37 Ausgaben; jeweils 30 bis 70 Seiten Umfang und oftmals farbig illustrierten Titelseiten; zuerst zweimonatlich, später unregelmäßig mit wechselnden Regionalredaktionen und einer Auflage von bis zu 2.500 Exemplaren.

## Entstehung
1981 erschien die erste Ausgabe des Magazins im Format DIN A3 und sollte von wechselnden libertären Gruppen und Regionalredaktionen betrieben werden. Die Konzeption für die Zeitschrift entstand bereits 1980 für libertäre Initiativen und Einzelnen im Rhein-Main-Gebiet. Nachdem ein festes Redaktionskollektiv entstanden war, wurde Aktion bundesweit vertrieben mit zwei arbeitenden Redaktionen, eine in Karlsruhe und eine weitere in Frankfurt/M. Neben diesen Redaktionen entstanden später noch weitere in Göttingen, Darmstadt, Moers und Hamburg. Durch interne Konflikte erschienen von Ende 1983 bis Anfang 1985 keine Ausgaben.

## Ausrichtung
Aktion verstand sich als Forum für die sozialen, anarchistischen und autonomen Bewegungen in Deutschland. Inhaltlich war Aktion mit kritischer Distanz gegenüber dem Marxismus-Leninismus eingestellt. 1984/1985 formulierte das Magazin eine anarchistische Grundlage gegenüber dem bewaffneten Kampf der Rote Armee Fraktion. „Wir alle haben einen diffusen Anarchismus im Kopf, sind aber keine traditionellen Anarchisten. Die Begriffe Marxismus, Sozialismus und Kommunismus beinhalten für uns nach allen ihren Theorien und Praktiken den Staat und können somit von uns als Zwischenstufe nicht akzeptiert werden“ (Zitat aus: Radikal, Nr. 98, 1981). Konsequent wurde den Lesern mitgeteilt, dass eine deutliche Trennung zwischen der „RAF“ und den Anarchisten zu ziehen sei. Durch eine Reorganisation 1984 folgte eine neue Phase mit einer stabilen finanziellen Basis und unter Mitarbeit des Libertären Zentrums, das von der Zeitschrift Aktion am 1. Juli 1985 in der Kriegkstr. 38, Frankfurt/M. mitgegründet worden war. Schwerpunkte des Magazins waren u. a. „Sozio-historische Entwicklung seit dem 19. Jahrhundert“; „Spanien unter dem Faschismus des Franco-Regimes“; „Ökonomie und Revolution“ (Nr. 24, Mai 1986) und „Wehrpflichtverweigerung“; „Interview mit Joschka Fischer“; „Underground-Kulturseite“; „Ungarn - 30 Jahre seit der Revolution, Teil 2“; „Kritik der autonomen Strassenkämpfer“ (Nr. 26, Januar 1987). International nahm Aktion einen kritischen Standpunkt gegenüber den Staaten des Warschauer Paktes, den sozialistischen und „kommunistischen“ Staaten ein. In Wuppertal war zwischen dem 1. und 3. Februar 1985 ein Redaktionstreffen der Zeitschriften Schwarze Anna und Aktion. Es sollte ein Zusammenschluss der beiden Publikationen und anderen anarchistischen Zeitschriften erörtert werden. Nach dem Treffen in Wuppertal gab die „Aktion-Redaktion“ bekannt, dass eine Kooperation wegen des großen Aufwands von Redaktionstreffen, gemeinsamen Diskussionen der Artikel und Auflagensteigerung nicht zu realisieren sei.

## Konflikte
Bereits Ende der 1960er Jahre sollen mehr als sechshundert (600) verschiedene libertäre Zeitschriften/Zeitungen erschienen sein, von denen keiner ein langer Erscheinungszeitraum beschieden war, ausgenommen z. B. die Zeitschrift Graswurzelrevolution. In der Nr. 1 vom Mai 1988 stand in der Zeitschrift Interim zu lesen, „Die Zeitungen und Zeitschriften der undogmatischen Linken in der BRD kommen und gehen. (…) Einige kommen gar nicht zu Geltung, viele Überleben ihre politische Notwendigkeit. Es ist aber gerade die Kurzlebigkeit und Spontanität dieser Linken Medien, die ihre Stärke ausmacht“. Auch soll die Anzahl anarchistischer Aktivisten, laut Verfassungsschutz, von 500 im Jahr 1975 auf 200 im Jahr 1977 zurückgegangen sein. Viele Aktivisten zogen sich auch in den 1980er Jahren aus Gründen der Perspektivlosigkeit aus politischen Aktionen der anarchistischen Szene zurück. Finanzielle Problem gab es keine. Es war seit 1984, z. B. für den Fall der Beschlagnahmung einer Auflage, eine finanzielle Rücklage für die Produktion von zwei Ausgaben aufgebaut worden. Die Zeitschrift Aktion jedoch scheiterte 1988 durch interne Konflikte, u. a. durch eine Vergewaltigungsdiskussion innerhalb der Frankfurter Redaktion und dem Ausscheiden von Mitarbeitern. Nach der letzten Nummer mit dem Schwerpunkt Vergewaltigung wurde die Zeitung eingestellt. Nach dem Beenden wurde Aktion von der „Anarchistisch-feministisch autonomen Zeitung“ (AFAZ) fortgesetzt, die jedoch nur zwei Ausgaben überlebte.

## Rückblick
AFAZ teilte in einem Rundschreiben mit, „Wir formulieren einen gesamtgesellschaftlichen Anspruch auf die Selbstverwaltung aller Produktionsmittel und lehnen jegliche Herrschaftsstrukturen von Menschen über Menschen aber auch über die Natur ab“ (Zitiert nach dem Flugblatt der AFAZ-Redaktion von 1989). In einer Rückschau auf die anarchistische Presse in Deutschland stellte AFAZ fest, dass es im Rhein-Main-Gebiet seit längerem keine Zeitung/Zeitschrift mehr gab und kritisierte die 1976 gegründete Sponti-Zeitung Pflasterstrand (Auflage: 20.000) das diese in das „Grün-bürgerliche Lager“ übergewechselt sei; die „Andere Zeitung“ (AZ; Auflage: 36.000) soll einen „linken Life-Style“ betrieben haben; Die Stadtillustrierte „Auftritt“ (Auflage: 24.000) und „Skyline“ (Auflage: 42.000) wurden abgetan weil sie angeblich keinen politischen Anspruch geltend machten; als Meinungspublikation der „links-bürgerlichen Bewegung“ wurde das 1978 gegründete Frankfurter Frauenblatt (Auflage: 1.300) kritisiert. Das Magazin „Aktion“ soll nach Meinung der AFAZ der „STERN der Anarchos“ gewesen sein. Trotz dieser Kritiken hatte AFAZ selbst keine lange Lebensdauer.

## Weiterführende Literatur
- G. Holzapfel, „Vom schönen Traum der Anarchie - Zur Wiederaneignung und Neuformulierung des Anarchismus in der Neuen Linken“; Berlin 1984